# 오리엔탈 쇼트헤어
오리엔탈 쇼트헤어(Oriental Shorthair)는 미국 고양이의 한 품종이다.
시암 고양이로부터 발달하고 밀접하게 관련된 미국 고양이의 한 종류이며 시암 고양이 머리와 몸의 형태를 유지하지만, 다양한 색상과 무늬로 나타난다.
시암처럼 아몬드 모양의 눈, 삼각형의 머리 모양, 큰 귀, 그리고 길고 가는 근육질의 몸을 가지고 있다.

## 같이 보기
- 포린 화이트
- 피터볼드